# 宗谷本線殺人事件
『宗谷本線殺人事件』（そうやほんせんさつじんじけん）は、西村京太郎の長編推理小説。1990年に光文社から刊行された。
2001年3月10日に「土曜ワイド劇場」で実写化されている。

## ストーリー
ルポライターの田島は、北海道の取材する過程で旭川発、稚内行の「寝台特急利尻」に乗るため旭川駅に向かっていた。
旭川駅の構内で、一心不乱に原稿を書く中年男性を見かけた田島は、同じ物書きとしての好奇心から男性に声をかけるが睨まれてしまった。
数十分後、「利尻」に乗り込んだ田島は、疲れから座席で眠ってしまい、気が付いたら…目の前に先ほどの男が立っていた。
男は田島に一冊の原稿を渡し…その場に倒れて死亡してしまった！！
車内が騒然とする中、列車は美深駅に到着。混乱の中、田島はサングラスをかけた美女が死んだ男の荷物を持ち逃げする場面を目撃した。
その夜、ホテルに入った田島は、死んだ男…平野康生から託された原稿に目を通してみる。
「宗谷本線事件についての疑問」
原稿にはそう書かれていた。その内容は、二年前の十二月六日、宗谷本線の音威子府駅で起きた殺人事件に関する物。
東京から来た中川祐子と言う女性が、恋人の高田健という男に駅のホームで刺殺されるとしい陰鬱な事件だった。
高田と祐子は、所謂、社内恋愛で知り合った仲だった。ところが、高田が泥酔し挙句に暴行事件を起こして馘首され、それを境に二人の中が可笑しくなっていったらしい。
一方、被害者の平野が東京在住だった事から、十津川警部率いる十津川班が事件解決に動き出す事になった。
十津川班の調査で、平野が高田の通っていた高校の教師だった事が判明。如何やら、平野は教え子の無実を証明するために一人で調査をしていたらしい。
事件解決の為、十津川は田島に接触するが、十津川の態度が気に食わない田島は協力を拒否。
仕方なく十津川は、事件のカギである祐子の勤め先だった大川物産を訪れる。
やがて、「スーツケースを持ち逃げした女」を調査していたと思しき私立探偵が殺害され、さらに田島が襲われるというとんでもない事態へ発展していき――

## 登場人物

### 警視庁捜査一課
- 十津川省三
- 亀井定雄
- 清水新一
- 三上刑事部長

### 事件関係者
- 田島 - ルポライター。主な視点主の一人
- 平野康生 - 元高校教師。最初の被害者
- 荒井勇 - 一匹狼の私立探偵。第二の被害者
- 杉本ゆかり - 平野が死亡した時に勤務していた社内販売員
- 小早川京子 - 事件の先々に現れる謎の女

### 宗谷本線事件の関係者
- 中川祐子 - 事件の被害者。大川物産の部長秘書
- 高田健 - 大川物産の元社員。祐子を殺害した容疑で服役中
- 大川明 - 大川物産の管理部長。祐子の元上司
- 青木均 - 高田の容疑を決定づけた、元音威子府駅の駅員

## テレビドラマ
『西村京太郎トラベルミステリー35・宗谷本線殺人事件』が、テレビ朝日系列の2時間ドラマ『土曜ワイド劇場』で2001年3月10日に放送された。
- 十津川警部 - 高橋英樹
- 亀井刑事 - 愛川欽也
- 宇佐美京子 - 中島ひろ子
- 小川昭 - 小木茂光